# Cranopsis major
Cranopsis major är en snäckart som först beskrevs av Dall 1891.  Cranopsis major ingår i släktet Cranopsis och familjen nyckelhålssnäckor. Inga underarter finns listade i Catalogue of Life.